# Ruwenzoracris simplicicerca
Ruwenzoracris simplicicerca är en insektsart som beskrevs av Willy Adolf Theodor Ramme 1929. Ruwenzoracris simplicicerca ingår i släktet Ruwenzoracris och familjen gräshoppor. Inga underarter finns listade i Catalogue of Life.